# Liste der Wappen in der Provinz Cosenza
Die Liste der Wappen in der Provinz Cosenza beinhaltet alle in der Wikipedia gelisteten Wappen der Orte in der Provinz Cosenza in der Region Kalabrien in Italien. In dieser Liste werden die Wappen mit dem Gemeindelink angezeigt.

## Wappen der Provinz Cosenza

Provinz Cosenza
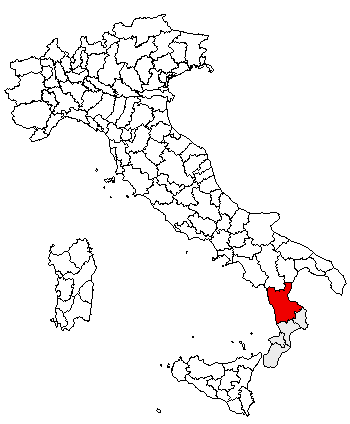
Lage der Provinz in Italien

## Wappen der Gemeinden der Provinz Cosenza

Acquaformosa
Acquappesa
Acri
Aiello Calabro
Aieta
Albidona
Alessandria del Carretto
Altilia
Altomonte
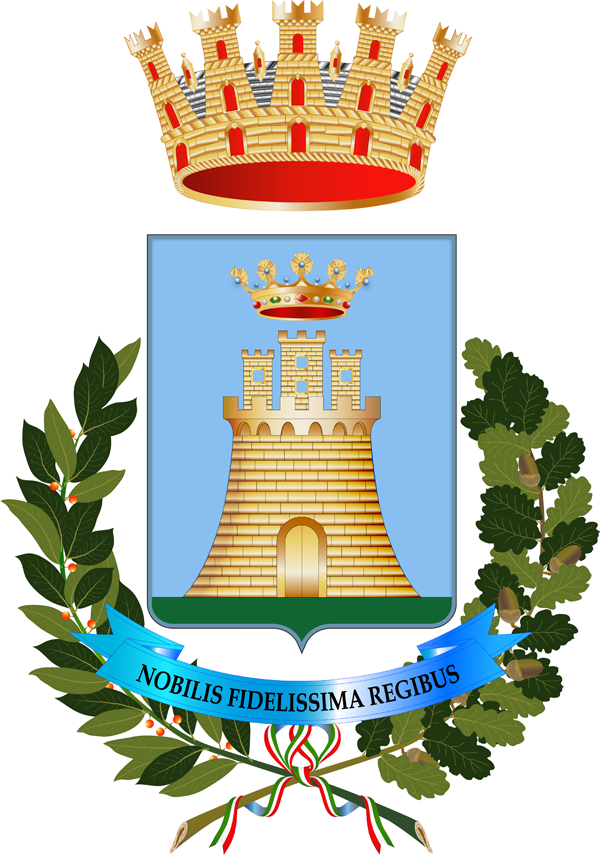
Amantea
Amendolara
Aprigliano
Belmonte Calabro
Belsito
Belvedere Marittimo
Bianchi
Bisignano
Bocchigliero
Bonifati
Buonvicino
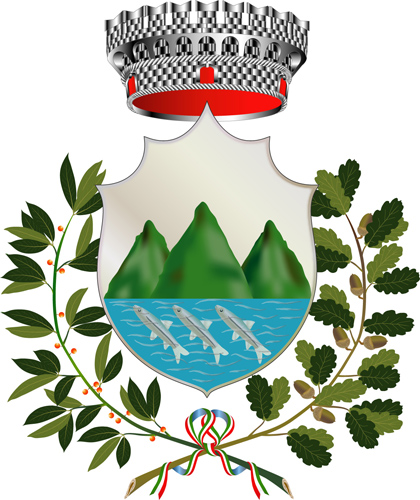
Calopezzati
Caloveto
Campana
Canna
Cariati
Carolei
Carpanzano
Casali del Manco
Cassano allo Ionio
Castiglione Cosentino
Castrolibero
Castroregio
Castrovillari
Celico
Cellara
Cerchiara di Calabria
Cerisano
Cervicati
Cerzeto
Cetraro
Civita
Cleto
Colosimi
Corigliano-Rossano
Cosenza
Cropalati
Crosia
Diamante
Dipignano
Domanico
Fagnano Castello
Falconara Albanese
Figline Vegliaturo
Firmo
Fiumefreddo Bruzio
Francavilla Marittima
Frascineto
Fuscaldo
Grimaldi
Grisolia
Guardia Piemontese
Lago
Laino Borgo
Laino Castello
Lappano
Lattarico
Longobardi
Longobucco
Lungro
Luzzi
Maierà
Malito
Malvito
Mandatoriccio
Mangone
Marano Marchesato
Marano Principato
Marzi
Mendicino
Mongrassano
Montalto Uffugo
Montegiordano
Morano Calabro
Mormanno
Mottafollone
Nocara
Oriolo
Orsomarso
Paludi
Panettieri
Paola
Papasidero
Parenti
Paterno Calabro
Pedivigliano
Piane Crati
Pietrafitta
Pietrapaola
Plataci
Praia a Mare
Rende
Rocca Imperiale
Roggiano Gravina
Rogliano
Rose
Roseto Capo Spulico
Rota Greca
Rovito
San Basile
San Benedetto Ullano
San Cosmo Albanese
San Demetrio Corone
San Donato di Ninea
San Fili
San Giorgio Albanese
San Giovanni in Fiore
San Lorenzo Bellizzi
San Lorenzo del Vallo
San Lucido
San Marco Argentano
San Martino di Finita
San Nicola Arcella
San Pietro in Amantea
San Pietro in Guarano
San Sosti
San Vincenzo La Costa
Sangineto
Sant’Agata di Esaro
Santa Caterina Albanese
Santa Domenica Talao
Santa Maria del Cedro
Santa Sofia d’Epiro
Santo Stefano di Rogliano
Saracena
Scala Coeli
Scalea
Scigliano
Serra d’Aiello
Spezzano Albanese
Spezzano della Sila
Tarsia
Terranova da Sibari
Terravecchia
Torano Castello
Tortora
Trebisacce
Vaccarizzo Albanese
Verbicaro
Villapiana
Zumpano